# Tom Blom
Tom Blom (Den Haag, 25 september 1946 – Den Dungen, 3 juli 2017) was een Nederlands radio- en televisiepresentator.

## Loopbaan
Tom Blom begon zijn carrière op de sportredactie van NRC Handelsblad. Hij versloeg onder andere voetbalwedstrijden van Ajax in de Europacup I. In de jaren zeventig vormde Blom samen met Willem Ruis het vaste presentatieteam van het radioprogramma NOS Langs de Lijn. Met sportcommentator Theo Koomen maakte hij voor de KRO het sportprogramma Goal. Het programma onderscheidde zich door de confronterende interviews, pittige commentaren en cabareteske sketches. Voor de AVRO presenteerde hij muziekprogramma's op de toenmalige publieke radiozender Hilversum 3. Zijn vaste openingskreet was "Hallo Nederland, ik hou van je...". De herkenningsmelodie van zijn programma was Sinful van Mr. Bloe.
Voor de VARA maakte hij het nachtprogramma Tom Blom in uw radio. Incidenteel viel hij in bij de Nationale Hitparade-uitzendingen op Hilversum 3. Hij sprak ook de jingles van de Troetelschijf in. Bij de AVRO presenteerde hij in 1979 en 1980 op Hilversum 3 de "Beukersshow" en in de jaren tachtig was hij voice-over in Toppop.
In 1975 maakte Blom zijn televisiedebuut als aankondiger in de Johnny Kraaijkampshow bij de TROS. Later was hij bij de TROS presentator van het recordprogramma De Eerste de Beste (samen met Walter Tiemessen). Vanaf 1983 was Blom tevens commentator en medepresentator bij Te land, ter zee en in de lucht, samen met achtereenvolgens Tom Mulder en Jack van Gelder. Per 1 oktober 1989 stopte hij bij de TROS met deze activiteiten, nadat hij de overstap had gemaakt naar de mislukte commerciële televisiezender TV10 van Joop van den Ende. Vanaf 2000 was Blom terug bij de TROS als commentator bij Te land, ter zee en in de lucht.
Vanaf september 1992 presenteerde Blom als freelancer bij de commerciële radiostations RTL Radio, Radio Noordzee Nationaal en Radio 192 en de regionale omroep Radio West.
De stem van Blom is in talloze reclamespots op radio en televisie te horen. Hij was tevens actief in het dagvoorzittercircuit en gaf mediatrainingen.

## Privéleven
Blom was enige jaren getrouwd met Ingrid Drissen, presentatrice van het radioprogramma Hobbyscoop en de televisievariant Telescoop.